# Ёбосан
Ёбосан (от корейского междометия 여보 ёбо — «дорогой», и уважительного японского суффикса «-сан» (яп. さん), англ. yobosan или yobo-san) — в поздней корейской мифологии злой дух японца в образе красного перца, появляющегося в сумерках и пытающегося соблазнять корейских девушек.
Период наибольшего распространения суеверий, связанных с ёбосан, начинается в конце XIX века и продолжается до конца 1940-х годов и большей частью совпадает с японской аннексией Кореи.